# Saminini Arulappa
Saminini Arulappa (* 28. August 1924 in Kilacherry; † 13. Februar 2005) war römisch-katholischer Erzbischof von Hyderabad. 

## Leben
Saminini Arulappa wurde am 6. Mai 1950 zum Priester geweiht. Am 6. Dezember 1971 wurde er durch Papst Paul VI. zum Erzbischof von Hyderabad ernannt. Der Papst persönlich weihte ihn am 13. Februar des nächsten Jahres zum Bischof; Mitkonsekratoren waren Bernard Jan Kardinal Alfrink, Erzbischof von Erzbistum Utrecht und William Kardinal Conway, Erzbischof von Armagh. Am 29. Januar 2000 nahm Johannes Paul II. seinen altersbedingten Rücktritt an.
Im Alter von 80 Jahren starb er am 13. Februar 2005.